# A poutru oni prosnulis
A poutru oni prosnulis (russisk: А поутру они проснулись) er en russisk spillefilm fra 2003 af Sergej Nikonenko.

## Medvirkende
- Aleksandr Abdulov
- Sergej Garmasj som Urka
- Igor Botjkin som Sasja
- Sergej Nikonenko som Maksimytj
- Vasilij Misjjenko som Sukhonkij